# Trigonella spinosa
Trigonella spinosa är en ärtväxtart som beskrevs av Carl von Linné. Trigonella spinosa ingår i släktet trigonellor, och familjen ärtväxter. Inga underarter finns listade i Catalogue of Life.